# Sant Bartomeu de la Baronia de Sant Oïsme
Sant Bartomeu és l'església de la Baronia de Sant Oïsme, dins del municipi de Camarasa, a la comarca de la Noguera. És un monument protegit i inventariat dins el Patrimoni Arquitectònic Català

## Descripció
Sant Bartomeu de la Baronia de Sant Oïsme és l'antiga capella del castell del qual es conserva una magnífica torre circular, molt a prop del temple. Està formada per una sola nau, coberta amb volta de canó, acabada en una capçalera trevolada, amb tres absis semicirculars. En cadascun dels tres absis s'obre una finestra de mig punt i doble esqueixada. L'absis del costat nord ha estat molt modificat al llarg dels segles. Arc triomfal i volta de canó de mig punt. Porta de mig punt al nord. El campanaret quadrat sobre el creuer, amb finestres geminades amb columna i capitell mensuliforme, a les quatre cares, data del segle xii. Els murs són de carreus i la coberta de lloses de pedra del país.

## Notícies històriques
Estava situada amb el castell al centre de la Baronia de Sant Oïsme. Al segle xviii la baronia pertanyia als Gassol, dels quals passà als Sobies i als Boatella.